# El Tamarindo, Tierra Blanca
El Tamarindo är en ort i Mexiko.   Den ligger i kommunen Tierra Blanca och delstaten Veracruz, i den sydöstra delen av landet, 290 km öster om huvudstaden Mexico City. El Tamarindo ligger 154 meter över havet och antalet invånare är 317.
Terrängen runt El Tamarindo är platt, och sluttar österut. Runt El Tamarindo är det ganska tätbefolkat, med 65 invånare per kvadratkilometer. Närmaste större samhälle är Cosolapa, 18,6 km väster om El Tamarindo. Trakten runt El Tamarindo består till största delen av jordbruksmark.